# Copa Naismith
La Copa Naismith fue un partido anual de pretemporada de la National Basketball Association entre los antiguos rivales canadienses, los Toronto Raptors y los Vancouver Grizzlies. El encuentro se disputaba en terreno neutral en Canadá, y fue nombrado en honor al fundador del baloncesto, el canadiense James Naismith, y creado originalmente para lograr dinero para la Canada Basketball.
Las series comenzaron en 1995, y se mantuvieron durante seis temporadas hasta 2000. Debido al cierre patronal de los jugadores, el partido no se organizó en 1998. El traslado de los Grizzlies a Memphis (Tennessee) para convertirse en los Memphis Grizzlies en la temporada 2001-02 significó el final de las series. 
Sin embargo, en 2003 el partido se reorganizó como un encuentro de exhibición entre los Raptors y un equipo internacional en el Air Canada Centre en Toronto (Ontario). En 2003 el oponente fue el Panathinaikos A.O. de Atenas (Grecia), mientras que en 2004 fue el Benetton Treviso de Treviso (Italia).
Los Raptors salieron victoriosos en siete de los ocho partidos disputados de la Copa Naismith, ganando a Vancouver por 4-1, y ambos encuentros internacionales.

## Resultados
| Temporada                | Fecha         | Ubicación                      | Pabellón                     | Campeón             | Resultado | Subcampeón          | Espectadores |
| Series Toronto-Vancouver |               |                                |                              |                     |           |                     |              |
| 1995                     | 21 de octubre | Winnipeg (Manitoba)            | Winnipeg Arena               | Toronto Raptors     | 98–76     | Vancouver Grizzlies | 11.203       |
| 1996                     | 27 de octubre | Calgary (Alberta)              | Canadian Airlines Saddledome | Vancouver Grizzlies | 80–77     | Toronto Raptors     | 15.104       |
| 1997                     | 20 de octubre | Halifax (Nueva Escocia)        | Halifax Metro Centre         | Toronto Raptors     | 107–98    | Vancouver Grizzlies | 8.190        |
| 1998                     | 19 de octubre | Vancouver (Columbia Británica) | General Motors Place         | Cancelado           | Cancelado | Cancelado           |              |
| 1999                     | 18 de octubre | Edmonton (Alberta)             | Skyreach Centre              | Toronto Raptors     | 110–84    | Vancouver Grizzlies | 12.852       |
| 2000                     | 12 de octubre | Ottawa (Ontario)               | Corel Centre                 | Toronto Raptors     | 97–92     | Vancouver Grizzlies | 14.783       |
| Series internacionales   |               |                                |                              |                     |           |                     |              |
| 2003                     | 10 de octubre | Toronto (Ontario)              | Air Canada Centre            | Toronto Raptors     | 100–76    | Panathinaikos BC    | 17.749       |
| 2004                     | 20 de octubre | Toronto (Ontario)              | Air Canada Centre            | Toronto Raptors     | 86–83     | Benetton Treviso    | 10.668       |

- Datos: Q6959814